# Gimnomera subvittata
Gimnomera subvittata är en tvåvingeart som först beskrevs av Malloch 1919.  Gimnomera subvittata ingår i släktet Gimnomera och familjen kolvflugor. Inga underarter finns listade i Catalogue of Life.